# 콜롬비아숲쥐
콜롬비아숲쥐(Chilomys instans)는 비단털쥐과 목화쥐아과에 속하는 남아메리카 설치류의 일종이다. 콜롬비아와 에콰도르, 베네수엘라에서 발견된다. 콜롬비아숲쥐속(Chilomys)의 유일종이다.